# Óbidos (Pará)
Óbidos est une ville du Brésil sur la marge gauche du fleuve Amazone, dans l'état de Pará, entre Santarém et Oriximiná. 
Distante de 1 100 km de Belém, elle est située à l’endroit où le fleuve est le plus étroit, c’est-à-dire où sa largeur est 1 890 m. Ce point est connu dans la région comme la « gorge du fleuve Amazone ». 
Fondée en 1697, élevée à la catégorie de municipalité en 1755, la ville est le siège du diocèse d'Óbidos. Elle doit son nom à la ville d'Óbidos, au Portugal.
Óbidos est la ville natale de José Veríssimo Dias de Matos (1857-1916), un historien, journaliste et sociologue brésilien renommé.
En 1924, les révolutionnaires tenentistes de la Comuna de Manaus occupent la ville le 26 juillet. Elle sera reprise par les forces fédérales le 26 août.